# فالنتين أتانغانا
فالنتين أتانغانا إدوا (بالفرنسية: Valentin Atangana Edoa) (مواليد 25 أغسطس 2005) هو لاعب كرة قدم فرنسي محترف من أصول كاميرونية، يلعب حالياً لصالح نادي ستاد رانس الذي ينافس في الدوري الفرنسي الدرجة الثانية. كما يلعب مع منتخب فرنسا تحت 21 سنة لكرة القدم.

## وصلات خارجية
- Valentin Atangana Edoa على موقع قاعدة بيانات كرة القدم.إي يو (الإنجليزية)
- Valentin Atangana Edoa على موقع ليكيب (الفرنسية)
- Valentin Atangana Edoa على موقع Soccerway.com (الإنجليزية)
- Valentin Atangana Edoa على موقع عالم كرة القدم.نت (الإنجليزية)